# Air Arabia
A  Air Arabia  é uma empresa aérea emiradense com sede em Sharjah, nos Emirados Árabes Unidos, foi fundada em 2003 pelo Sultão bin Muhammad Al-Qasimi, sendo a primeira empresa aérea de baixo custo do país, em março de 2014, recebeu a aeronave de número 6.000 da família Airbus A320.

## Frota

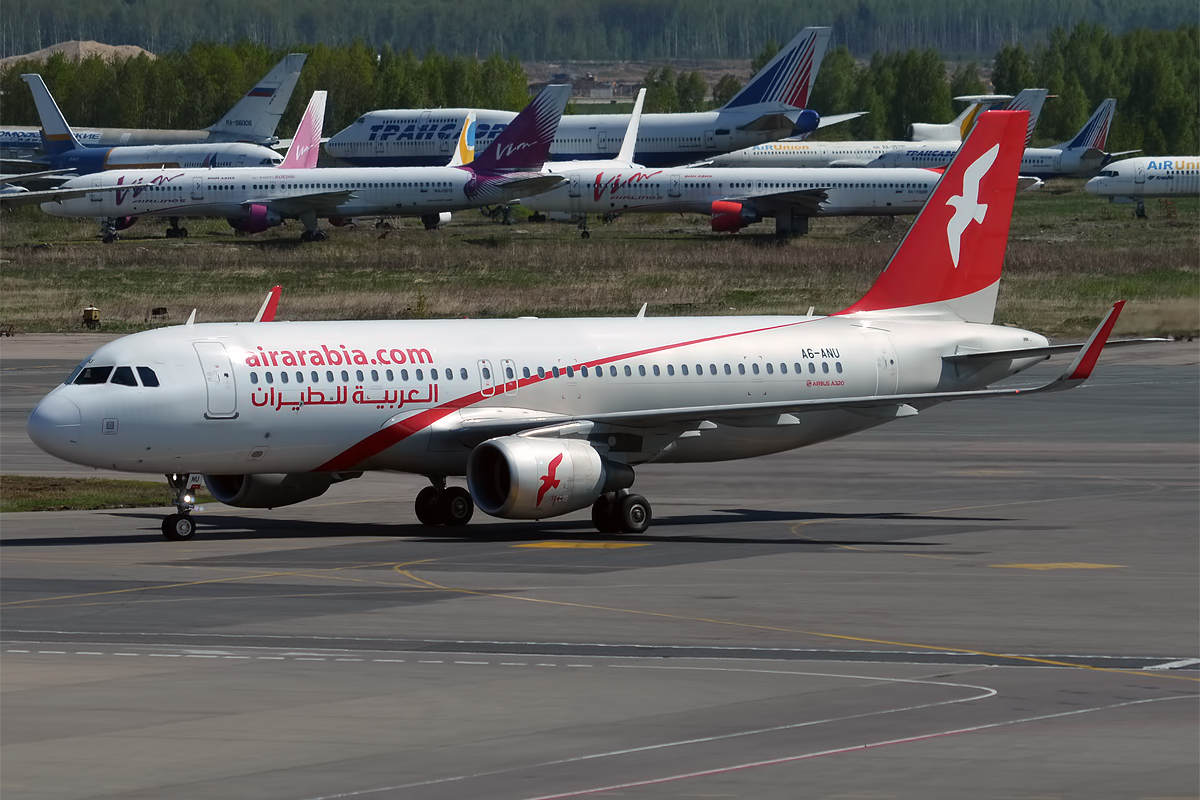
Airbus A320 da Air Arabia.

Em agosto de 2020.
- Airbus A320-200: 52
- Airbus A321LR: 5